# Lac d'Uklei

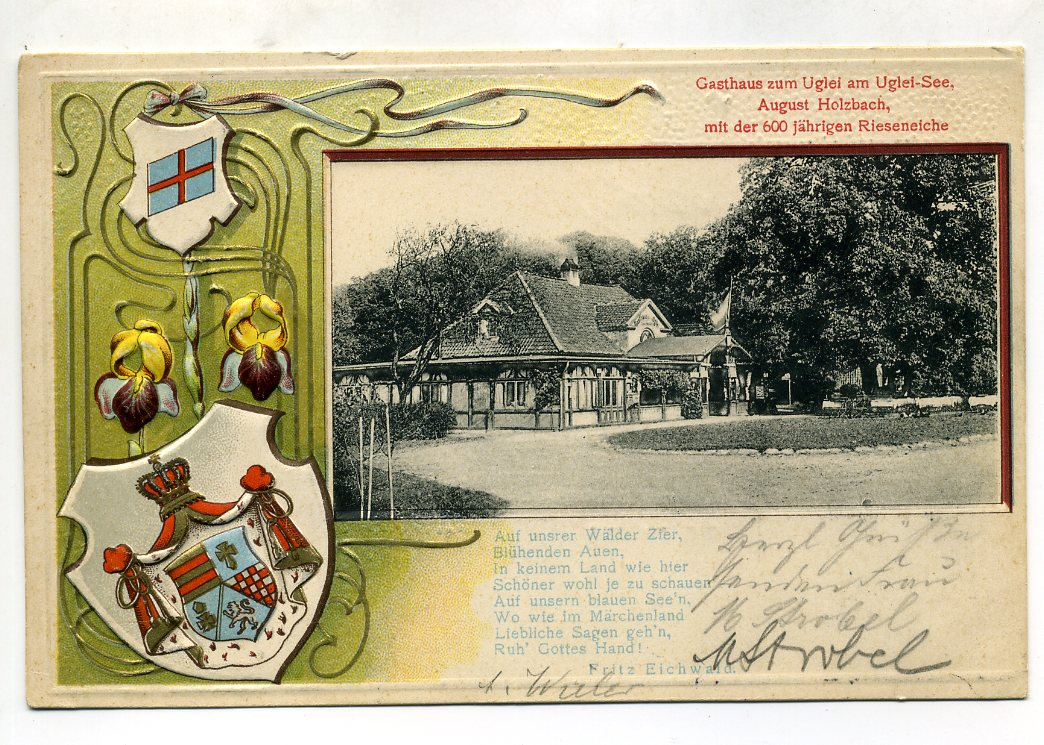
Vue du restaurant vers 1900

Le lac d'Uklei (autrefois Uglei) (Ukleisee) se trouve dans l'arrondissement du Holstein-de-l'Est à côté de Sielbeck (faisant partie de la municipalité d'Eutin) dans l'État du Schleswig-Holstein, en Allemagne septentrionale. Il a une circonférence de 3 km.
Le lac se trouve dans une ancienne zone de chasse des grands-ducs d'Oldenbourg. L'architecte Georg Greggenhofer y a construit un pavillon de chasse en 1776, le pavillon de chasse de Sielbeck, qui est aujourd'hui un lieu de concerts pendant le festival de musique d'été. Eutin était surnommée la Weimar du nord, en référence à Goethe, et des épisodes littéraires ou poétiques sont associés au lac d'Uklei.